# حارة مصعبين (دار سعد)

تعديل مصدري - تعديل

حارة مصعبين هي إحدى حارات حي أول مايو الواقع بمديرية دار سعد التابعة لمحافظة عدن، بلغ تعداد سكانها 689 نسمة حسب تعداد اليمن لعام 2004.